# Goncourt (metrostation)
Goncourt is een van de 13 metrostations aan de Parijse metrolijn 11. Het is gelegen op de grens tussen het 10e en 11e arrondissement. De opening vond plaats in 1935. Het station is vernoemd naar de Franse schrijver Edmond de Goncourt (1822-1896).

## Kaartje

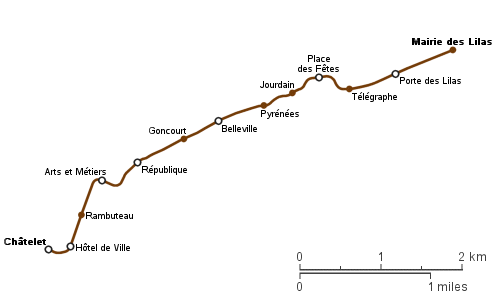
Kaartje van de Parijse metrolijn 11 en de haltes.

Châtelet · 
Hôtel de Ville · 
Rambuteau · 
Arts et Métiers · 
République · 
Goncourt · 
Belleville · 
Pyrénées · 
Jourdain · 
Place des Fêtes · 
Télégraphe · 
Porte des Lilas · 
Mairie des Lilas
Serge Gainsbourg · 
Romainville - Carnot · 
Montreuil - Hôpital · 
La Dhuys · 
Coteaux Beauclair · 
Rosny-Bois-Perrier